# Oltos

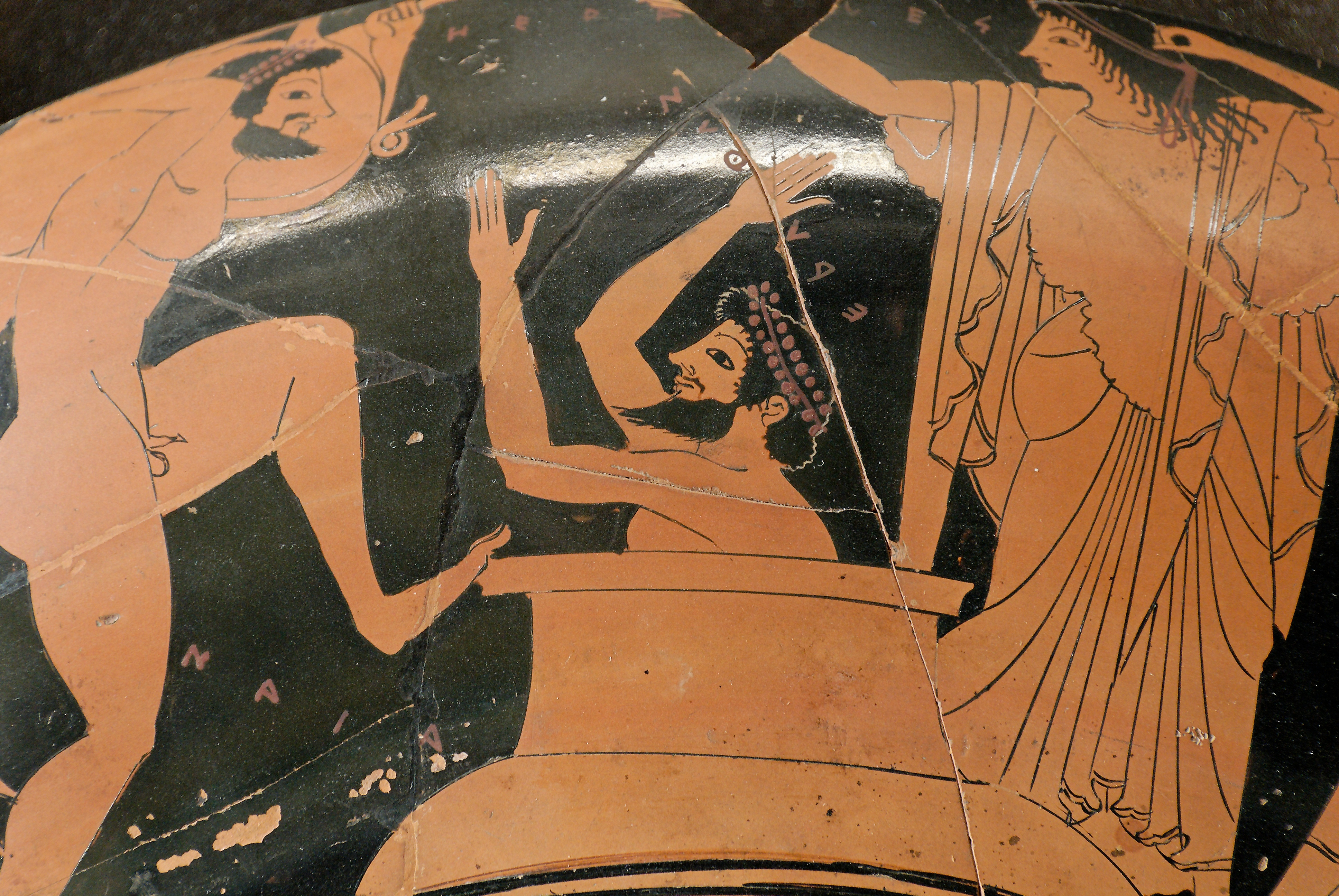
Héraclès apporte à Eurysthée le sanglier d'Érymanthe. Face A d'une coupe attique à figures rouges. Musée du Louvre, collection Campana (Inv. G 17).

Oltos (en grec ancien Ὄλτος) est un peintre de vases grec actif à Athènes à la fin du VIe siècle av. J.-C. Son nom est connu par deux œuvres qui portent sa signature : une coupe conservée à Berlin et une autre au Musée archéologique national de Tarquinia. Les études stylistiques permettent de lui attribuer environ 150 pièces de céramique. Il appartient à la période de transition entre la céramique à figures noires et la céramique à figures rouges. Au début de sa production, il a pratiqué les deux techniques et, à ce titre, il est qualifié de « peintre bilingue » ; par la suite, il a privilégié la figure rouge.